# ルデュック (航空機)
ルデュック (Leduc)
ル・ブルジェ航空宇宙博物館のルデュック010
- 用途：実験機
- 分類：実験機
- 設計者：ルネ・ルデュック
- 製造者：ルネ・ルデュック
- 運用者：フランス
- 初飛行：1949年4月21日 (Leduc 010)
- 生産数：6
- 退役：1958年
- 運用状況：退役

ルデュック (Leduc) は、フランスのブレゲー社の航空機設計者であったルネ・ルデュックによる実験機。世界初となるラムジェットエンジンによる飛行を行った航空機である。

## 開発
1930年代より構想され、1937年にはフランス政府より正式に発注を受けた。第二次世界大戦の影響により開発は遅延し、戦後も技術的な困難と予算不足に直面しながら開発が継続された。
特異な形状の機体であり、空気抵抗を考慮して、コクピットがインテイクのノーズコーン部に存在することでも知られている。胴体はインテイクからノズルまで変化の少ない、ほぼ完全な円筒形である。主翼は直線翼の中翼配置で、胴体尾部に垂直および水平尾翼を有する。010ではコックピットがインテイク内に入っており、胴体外板に丸窓を付けて視界を確保している。022ではノーズコーンが伸び、インテイク外にコックピットが位置するようになった。
1947年、最初の型であるルデュック 010が滑空飛行を行い、1949年4月21日にはラムジェットによる飛行を行った。ルデュック 010は、自力でラムジェットエンジンを作動させるに足る速度を獲得できなかったため、SE-316ラングドック輸送機の胴体上に積載された状態から飛行を行った。2機が生産されたが、両機とも試験中に失われている。
ルデュック 016は、自力で離陸するために両翼端にマルボレ (Marboré) ターボファンエンジンを搭載した型で、1951年5月2日に初飛行したが、取り扱いに問題があり、最終的には翼端エンジンは取り外され、3機目のルデュック 010となり、1953年に博物館へ送られた。
ルデュック 021は、マッハ2.5を目標として推力6.5tのエンジンを装備し大型化した型で、2機が生産された。1953年2月2日に初飛行した。
ルデュック 022は、ルデュック 021に、推力2.8tのスネクマアター101D-3ターボファンエンジンを追加し、自力で離陸からラムジェットエンジンを作動させるに足る速度にまで到達可能とした最終型である。1956年12月26日に初飛行し、140回以上の試験飛行が行われた。YouTubeで記録フィルムを見ることが出来る。
超音速邀撃機として研究・開発がなされていたが、フランス政府は1958年にミラージュIIIを選択し、競合したラムジェット搭載機ノール 1500 グリフォン、シュド・ウエスト SO.9000 トリダンと共に、4種6機の製造を持って計画は打ち切られた。
なお、2機目のルデュック 010の生産前にルネ・ルデュックは、ブレゲーを離れ会社を設立しているが、ルデュック開発中止の後も油圧機器のメーカーとして業態を変更し、Hydro René Leduc を経て Hydro Leduc として存続している。

## 要目
|              | ルデュック 010           | ルデュック 016            | ルデュック 021           | ルデュック 022            |
| ------------ | ------------------------ | ------------------------- | ------------------------ | ------------------------- |
| 乗員         | 1名                      | 1名                       | 1名                      | 1名                       |
| エンジン     | ラムジェットエンジン 1基 | ラムジェットエンジン 1基  | ラムジェットエンジン 1基 | ラムジェットエンジン 1基  |
| 推力         | 1,600 kg                 | 1,600 kg                  | 6,500 kg                 | 6,500 kg                  |
| 補助エンジン | -                        | チュルボメカ マルボレ 2基 | -                        | スネクマ アター101D-3 1基 |
| 推力         | -                        | 275 kg×2                  | -                        | 3,200 kg                  |
| 全長         | 10.25 m                  | 14.4 m                    | 12.5 m                   | 9.95                      |
| 全幅         | 10.52 m                  | 10.48 m                   | 11.6 m                   | 18.21 m                   |
| 全高         |                          |                           |                          | 4.86 m                    |
| 翼面積       | 16 m2                    | 16 m2                     | 22 m2                    | 22.1 m2                   |
| 空虚重量     | 1,700 kg                 |                           | 3,300 kg                 | 6,380 kg                  |
| 最大重量     | 2,800 kg                 | 3,250 kg                  | 6,000 kg                 | 8,995 kg                  |
| 最高速度     | 800 km                   |                           | 900 km                   | 1,200 km                  |
| 上昇率       | 3,333 m/分               |                           |                          |                           |
| 到達高度     |                          |                           | 20,000 m                 |                           |

## ギャラリー

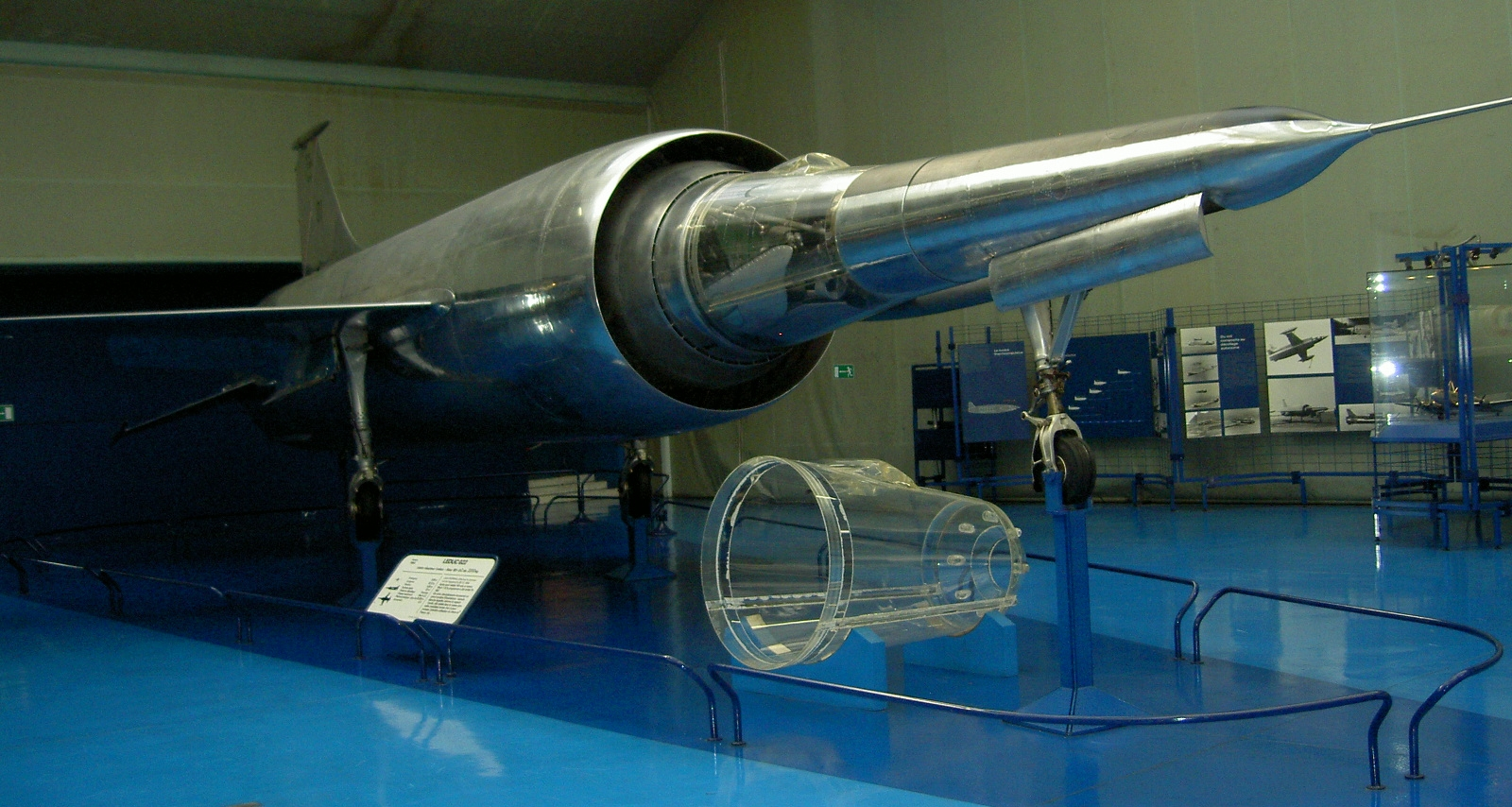
ルデュック 022（ル・ブルジェ航空宇宙博物館）
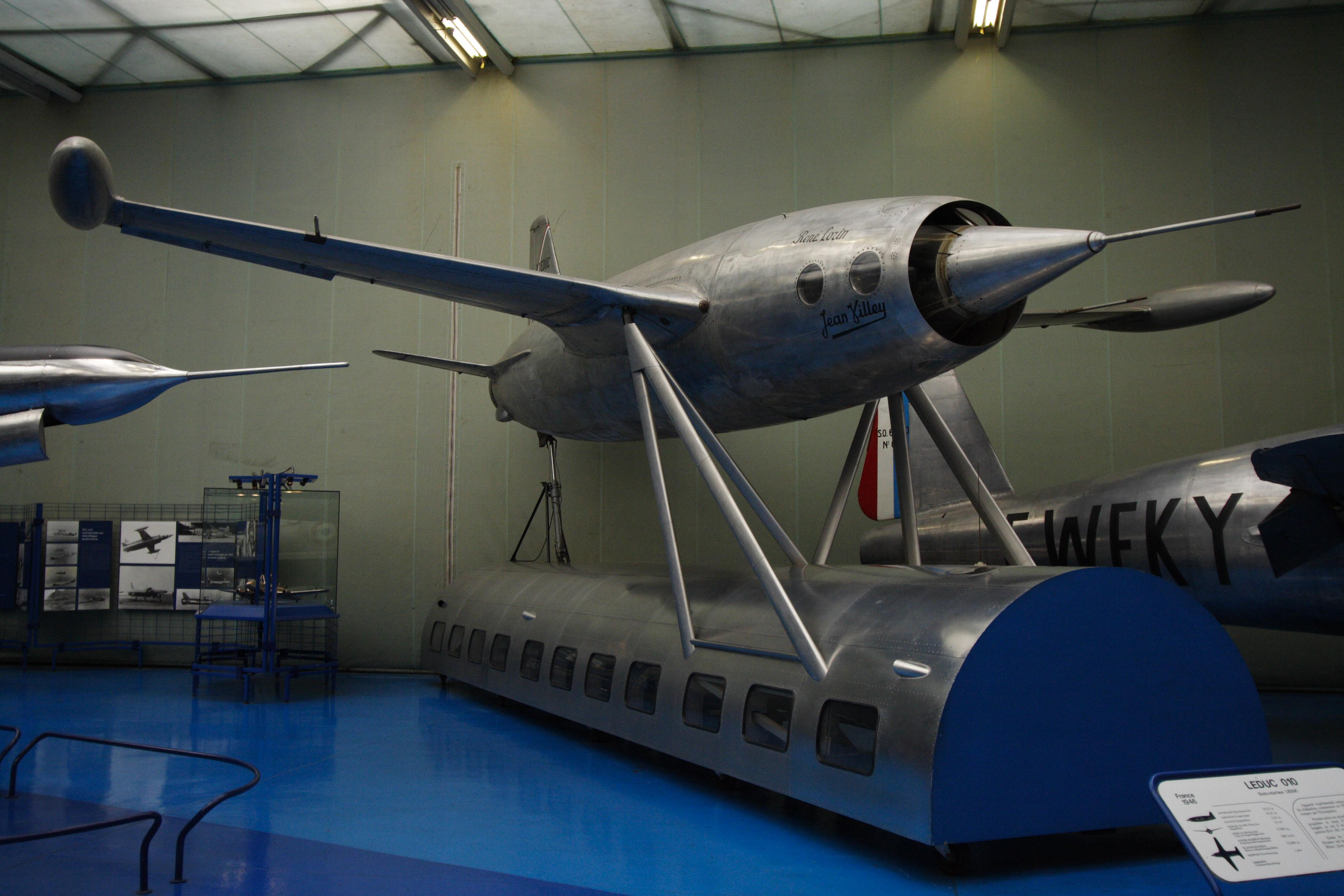
ルデュック 010（ル・ブルジェ航空宇宙博物館）